# Danmark (Shu-bi-dua-sang)
 For alternative betydninger, se Danmark (flertydig). (Se også artikler, som begynder med Danmark)
"Danmark" er en dansk popsang af og med Shu-bi-dua, udgivet på gruppens femte album, 78'eren fra 1978.
"Danmark" er en af de 12 evergreens, der kom med i kulturkanonen, og er af nogle betegnet som en uofficiel dansk nationalsang.

## Sangteksten
Sangen består af to vers med omkvæd efterfulgt af en variant over omkvædet. Første vers indledes med fire linjer, der rimer parvis, hvorpå følger et sekslinjers omkvæd, der synges to gange efter hvert vers. Linjerne 1-2, 4-5 og 3-6 i omkvædet rimer indbyrdes. Andet vers begynder med fire linjer i lighed med første vers, men her rimer kun linje 3-4. Derpå følger omkvædet to gange, inden sangen afsluttes med en variant over omkvædet på fem linjer med rim på linjerne 1-2 og 3-4 mens femte linje afslutter sangen.
Sangen er en let ironisk hyldest til Danmark og inkorporerer en række elementer fra mere traditionelle fædrelandskærlige sange som storken, koen på marken, bonden samt frasen "Danmark er et dejligt/yndigt land". Ironien kommer frem i referencer til bilkirkegården, "malkepigen pumper sin ged" og "præstens kone står på hænder". I andet vers distancerer gruppen sig fra andre mennesker, der "bor i huler og slås hele dagen". Frasen om, at "de varme lande er noget lort" kunne måske tolkes racistisk, men med tanke på gruppens tradition for ironi, skal der formodentlig ikke lægges noget særligt i dette.

## Melodi
Melodien går i en firedelt taktart i et pænt tempo. Akkordmæssigt er den baseret på et traditionelt tonika-dominant-subdominant forløb med overgange via de tilhørende parallelle mol-akkorder.

## Originaludgave
Indspilningen af sangen indledes med et forspil med elguitar i forgrunden samt idylliske naturtoner med fuglefløjt for at signalere det idylliske i sangen. Derpå går Michael Bundesen i gang med at synge sangen med et lille kor, der akkompagnerer. Efter gennemsyngningen af de to vers følger en lille solo på guitar afvekslende med mundharpe, inden den sidste del af teksten afsynges og sangen slutter med den sidste tone i "Danmark er et yndigt land".

## Medvirkende
- Michael Bundesen: Sang, mundharpe
- Michael Hardinger: Guitar, kor
- Claus Asmussen: Guitar
- Jens Tage Nielsen: Keyboards, kor
- Bosse Hall Christensen: Trommer, kor
- Kim Daugaard: Bas, kor

## Kritik
I 2020 kritiserede en dansker bosiddende i USA, DR for at bruge sangen i programmet Fællessang - hver for sig, idet den indeholder linjen "Der findes andre mennesker end dem, der er danske. De bor i huler og slås hele dagen. Det har vi li’godt aldrig nogensinde gjort. De varme lande er noget lort", som hun mente var racistisk.
Sangen blev dog forsvaret af både Michael Hardinger, der udtalte at "Den [sangen] er satirisk. Sangen skulle på en sjov og satirisk måde handle om Danmarks selvfedme..." og Dan Rachlin, samt en journalist på BT, der skrev om sangen at det er en "parodi på danskernes fordomme og fremmedhad. Selvom der synges nedsættende om 'de varme lande', så er det danskernes ignorance, der i virkeligheden peges fingre ad."
Senere samme år da 19. udgave af Højskolesangbogen udkom var sangen fjernet sammen med flere andre sange for at gøre plads til nye. Den havde været med i både 17. og 18. udgave af bogen.